# Guerra del Mahdí
La Guerra del Mahdí o Guerra mahdista (1881-1899) va ser una guerra colonial britànica que va tenir lloc a finals del segle xix. Inicialment va enfrontar als seguidors del cap religiós sudanès Muhammad Ahmad bin Abd Allah, que s'hi havia autoproclamat el Mahdí ("Guia") de l'Islam, i a les forces del Kedivat d'Egipte, a les quals més tard es van unir les forces britàniques. Els divuit anys de guerra van donar origen al Sudan Angloegipci (1899-1956), un condomini de l'Imperi Britànic i el Regne d'Egipte.
La participació britànica en la guerra és anomenada Campanya del Sudan, sent descrita detalladament a The River War: An Historical Account of the Reconquest of the Soudan (1899) de Winston Churchill, que va participar en la guerra. Aquest conflicte també és conegut com la "Rebel·lió mahdista", la "Guerra anglosudanesa" i la "Revolta mahdista del Sudan".

## Rerefons
Després de la invasió de Muhàmmad Alí Paixà el 1819, Sudan va ser governat per una administració egípcia. A causa dels alts impostos aplicats i al sagnant inici del govern turc-egipci a Sudan, aquest sistema colonial fou rebutjat pel poble sudanès.
Durant el període de govern turc-egipci, molts segments del poble sudanès van patir penúries a causa del sistema fiscal imposat pel govern central. Sota aquest sistema, els agricultors i petits comerciants havien de pagar un impost pla, el qual era recaptat per agents governamentals nomenats entre els membres de la tribu dels shaigiya del nord de Sudan. En anys dolents, especialment durant sequeres i fams, els agricultors no podien pagar els impostos elevats. Com que temien les represàlies dels shaigiya, molts agricultors van abandonar els seus llogarets a la fèrtil vall del Nil i es van refugiar en zones remotes de Kordufan i Darfur. Aquests migrants, coneguts com a "jallaba" per les seves vestimentes soltes, van començar a treballar com a petits comerciants i intermediaris per a les companyies comercials estrangeres que s'havien instal·lat a les ciutats i pobles del centre de Sudan. Els jallaba també eren coneguts per ser comerciants d'esclaus.
Cap a mitjan segle xix, l'administració imperial otomana a Egipte estava a càrrec del Jedive Ismaïl. Les despeses del Jedive Ismaïl van incrementar el deute extern d'Egipte i quan el finançament del Canal de Suez va minvar, Gran Bretanya va fer un pas al capdavant i va pagar els seus préstecs a canvi de ser accionista majoritari al canal. Sent la ruta més curta a l'Índia, considerada una joia de la Corona Britànica, el control del Canal de Suez era d'una importància estratègica vital, ja que els interessos comercials i imperials britànics dictaven la necessitat de la seva captura o control. Per tant, el paper dels britànics en els assumptes interns egipcis es va incrementar gradualment. Com les despeses i la corrupció del Jedive Ismaïl van provocar inestabilitat a la zona, el 1873 el govern britànic va recolzar un programa en el qual una comissió de deute anglofrancesa assumia la responsabilitat d'administrar els assumptes fiscals egipcis. Aquesta comissió finalment va obligar el Jedive Ismaïl a abdicar en favor del seu fill Tawfiq el 1877, la qual cosa va portar a un període d'inestabilitat política més gran.
El 1873, Ismaïl havia nomenat a Charles George Gordon com a governador de les Províncies Equatorials del Sudan. Durant els tres anys següents, el General Gordon va lluitar contra Al-Zubayr Rahma Mansur, un cap natiu de Darfur.
Fins a l'abdicació de Ismaïl el 1877, Gordon va veure que el seu suport s'havia reduït greument. Esgotat per anys de treball, va renunciar al seu lloc el 1880 i va partir a Anglaterra a inicis de 1881. Les seves polítiques aviat van ser abandonades pels nous governadors. I la fúria i el descontentament de la dominant minoria àrab seguia sense resoldre's.
Malgrat que els egipcis sentien temor davant la gradual deterioració de les condicions, els britànics van refusar involucrar-se. El Foreign Secretary Granville Leveson-Gower va dir: "El govern de La seva Majestat no es responsabilitza d'operacions al Sudan".

## Aixecament del Mahdí

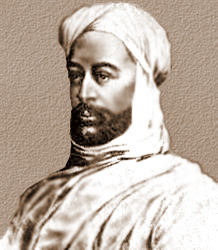
Muhàmmad Àhmad, autoproclamat el Mahdí.

Els historiadors que han tractat aquest conflicte van veure que les causes de l'aixecament van ser el descontentament dels sudanesos davant els governadors otomans estrangers, els relaxats estàndards religiosos dels turcs i la seva tendència a nomenar estrangers no-musulmans, com a Charles Gordon, en llocs importants, a més de la resistència del sufisme sudanès davant el "sec i escolàstic Islam de l'administració egípcia". Una altra font potencial de descontent àmpliament documentada va ser l'abolició de l'esclavitud en el territori, que era una de les principals fonts d'ingressos al Sudan en aquell temps.
En la dècada de 1870, un clergue musulmà anomenat Muhàmmad Àhmad predicava la renovació de la fe i l'alliberament del país i va començar a atreure seguidors. Ben aviat, es va arribar a una rebel·lió general contra els egipcis i Muhàmmad Àhmad s'autoproclamà com el Mahdí, l'esperat redemptor del món islàmic. L'agost de 1881, el governador del Sudan, Raouf Pachá, va enviar dues companyies d'infanteria armades amb una metralladora cadascuna, per arrestar-lo. Als capitans d'ambdues companyies se'ls va prometre un ascens si els seus soldats portaven al Mahdí davant el governador. Ambdues companyies van marxar amb vapor Nil amunt, a l'Illa d'Aba, aproximant-se des de costats oposats al llogaret del Mahdí. En arribar simultàniament, ambdues forces van començar a disparar-se l'una a l'altra, i va permetre als escassos seguidors del Mahdí atacar-les i destruir-les en la batalla d'Aba.
Després el Mahdí va iniciar una retirada estratègica a Kordofan, on va estar a una distància propera del govern a Khartum. Aquest moviment, vist com un avanç triomfal, va incitar diverses de les tribus àrabs a revoltar-se per donar suport a la Gihad contra els "opressors turcs" que el Mahdí va incitar. Una altra expedició egípcia enviada des de Kodok (Fachoda) va ser emboscada i massacrada la nit del 9 de desembre de 1881.
El Mahdí també va legitimar el seu moviment tot traçant deliberats paral·lelismes amb la vida del Profeta Mahoma. Va anomenar "ansar" als seus seguidors, en honor de les persones que van rebre el Profeta a Medina, i Hègira a la seva fugida dels britànics, en honor de la fugida del Profeta dels Quraix. A més, el Mahdí també va nomenar comandants per representar a tres dels quatre Califes Virtuosos; per exemple, va nomenar a Abdullahi ibn Muhammad, el seu eventual successor, que representava a Abu-Bakr as-Siddiq, el successor del Profeta.
L'administració egípcia del Sudan, molt preocupada per l'avanç de la revolta, va organitzar una força de 4.000 soldats sota el comandament de Yusef Pachá. La força es va aproximar a la concentració mahdista, els membres de la qual anaven mal vestits, gairebé morts de gana i armats només amb pals i pedres. No obstant això, l'excés de confiança va fer que l'exèrcit egipci acampés a la vista de l'exèrcit mahdista sense posar sentinelles. El Mahdí va dirigir l'assalt a l'alba del 7 de juny de 1882, i van massacrar els egipcis; va quedar un sol supervivent. Els rebels van obtenir grans quantitats d'armes i municions, uniformes militars i altres materials.

## L'expedició de Hicks
Amb el govern egipci bàsicamnet sota control britànic, les potències europees estaven atents als problemes a Sudan. Els assessors britànics del govern egipci van donar el seu consentiment per a enviar una altra expedició. Al llarg de l'estiu de 1883, es van concentrar soldats egipcis a Khartum, amb una força de 7.000 soldats d'Infanteria, 1.000 genets, 20 metralladores i artilleria. Aquesta força estava sota el comandament de William Hicks, un oficial retirat de l'Indian Staff Corps, i dotze oficials europeus. Aquesta força era, segons Winston Churchill, "potser el pitjor exèrcit que alguna vegada ha anat a la guerra";sense paga ni disciplina, els seus soldats tenien més en comú amb els enemics que amb els seus oficials.
El Obeid, la ciutat el setge de la qual desitjava aixecar Hicks, ja havia caigut quan l'expedició va partir de Khartum, però Hicks va continuar de totes maneres, encara que no confiava en les seves oportunitats de tenir èxit. Fins a la seva aproximació, Muhàmmad Àhmad havia format un exèrcit d'uns 40.000 homes i els havia entrenat rigorosament en tàctiques militars, equipant-los amb les armes i municions capturades en batalles anteriors. El 3 i el 4 de novembre de 1883, quan les forces de Hicks van presentar batalla, l'exèrcit mahdista era una força militar superior; van aniquilar l'exèrcit de Hicks i només van sobreviure uns 500 egipcis.

## Evacuació
Durant els darrers anys del segle xix, l'Imperi Britànic s'involucrà cada cop més en el govern egipci. Egipte estava a punt de fer concessions com a conseqüència d'un pagament del deute amb les potències europees insostenible. La tresoreria egípcia, plagada de corrupció i una burocràcia ineficaç, va quedar en mans dels britànics; era controlada per un "assessor financer" que exercia el poder de vet sobre tots els assumptes de política financera. Els responsables –primer Sir Auckland Colvin i després Sir Edgar Vincent– se'ls va instruir perquè actuessin amb la major parsimònia possible en els assumptes financers d'Egipte. Mantenir les guarnicions en el Sudan li costava al govern egipci més de 100.000 lliures egípcies a l'any, una despesa insostenible.

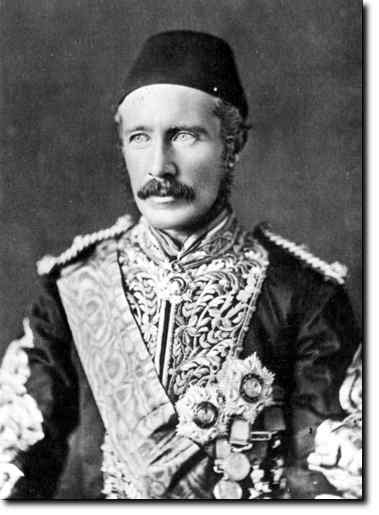
Charles Gordon, governador del Sudan.

En conseqüència el govern egipci va decidir, amb una certa pressió per part dels seus supervisors britànics, que havia de retirar la presència egípcia en el Sudan i deixar el país sota una certa forma d'autogovern, probablement encapçalada pel Mahdí. Per tant, la retirada de les guarnicions egípcies, com les de Sennar, Tokar i Sinkat, calia fer-la de manera ordenada. El govern egipci va sol·licitar que un oficial britànic fos enviat al Sudan per coordinar la retirada de les guarnicions. D'altra banda, les forces mahdistes considerarien massa arriscat atacar a un súbdit britànic, la qual cosa permetria efectuar la retirada sense incidents. Es va proposar a Charles George Gordon, un hàbil oficial, que s'havia destacat en diverses campanyes a l'Extrem Orient, especialment a la Xina (vegeu la Segona Guerra de l'Opi). No obstant això, també era conegut per la seva agressivitat i un rígid honor personal, que el feien inadequat per a aquesta missió al costat d'importants oficials britànics a Egipte. Sir Evelyn Baring (posteriorment Earl of Cromer), el Cònsol general britànic a Egipte, s'oposava tenaçment al nomenament de Gordon i al final ho va acceptar a contracor per la pressió de la premsa britànica i l'opinió pública. Al final se li va encomanar la missió a Gordon, però aniria acompanyat del Coronel John Stewart, més equidistant. Es va planejar que Stewart, malgrat ser el subordinat nominal de Gordon, actuaria com una barrera i s'asseguraria que el Sudan fos evacuat de forma ràpida i pacífica.

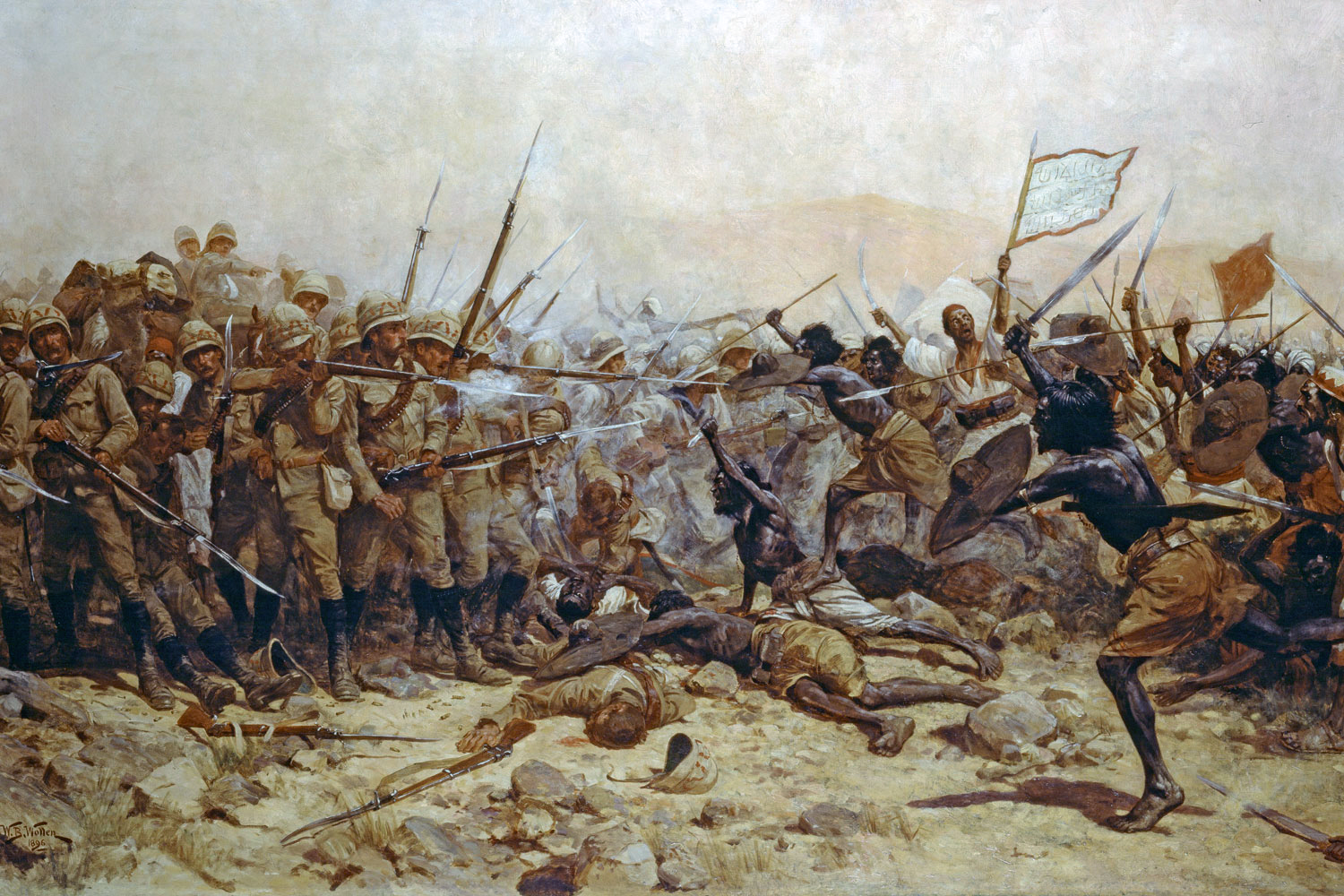
La batalla d'Abu Klea, que va tenir lloc durant l'expedició per a auxiliar a Gordon, que estava assetjat a Khartum, 1885.

Gordon va partir d'Anglaterra el 18 de gener de 1884 i va arribar al Caire la tarda del 24 de gener. Gordon va emetre les seves pròpies ordres, al costat de les proclames del Jedive, que anunciaven les intencions del govern d'Egipte d'abandonar el Sudan. Les ordres de Gordon, eren inequívoques i no deixaven lloc a una interpretació errònia. Gordon va arribar a Khartum el 18 de febrer, i immediatament va quedar sorprès per la dificultat de la tasca. Les guarnicions egípcies estaven escampades al llarg del país; les de Sennar, Tokar i Sinkat estaven sota setge, i la major part del territori es trobava sota control del Mahdí. No hi havia garantia que si les tropes abandonaven la guarnició, fins i tot amb l'evident intenció de retirar-se, no serien massacrades per les forces mahdistes. La població egípcia i europea de Khartum era més gran que la de les tres guarnicions juntes, incloent 7.000 soldats egipcis i 27.000 civils, així com el personal de diverses ambaixades. Encara que una mesura pragmàtica hauria estat garantir la seguretat de la guarnició de Khartum i abandonar les altres fortificacions amb les seves tropes davant el Mahdí, Gordon no voli abandonar el Sudan fins que "tot el que desitgés anar [Nil] avall tingués l'oportunitat de fer-ho"; sentia que seria una taca en el seu honor abandonar qualsevol soldat egipci. També estava cada cop més atemorit davant el potencial del Mahdí si se li permetia prendre el control del Sudan; si calia, tenia la convicció que el Mahdí havia de ser "aixafat" per les tropes britàniques per assegurar l'estabilitat de la regió. És matèria de debat si Gordon es va quedar a Khartum deliberadament o no més temps del necessari, de si desitjava quedar assetjat dins la ciutat. H. W. Gordon, germà de Gordon, opinava que els oficials britànics podien haver escapat fàcilment de Khartum fins al 14 de desembre de 1884.
Hagi estat intenció del Mahdí o no, al març de 1884 les tribus sudaneses que habitaven al nord de Khartum, les quals anteriorment havien simpatitzat o havien quedat neutrals davant les autoritats egípcies, es van aixecar tot recolzant al Mahdí. Els cables de telègraf entre Khartum i el Caire van ser tallats el 15 de març i s'anul·laren les comunicacions entre Khartum i el món.

## Setge de Khartum

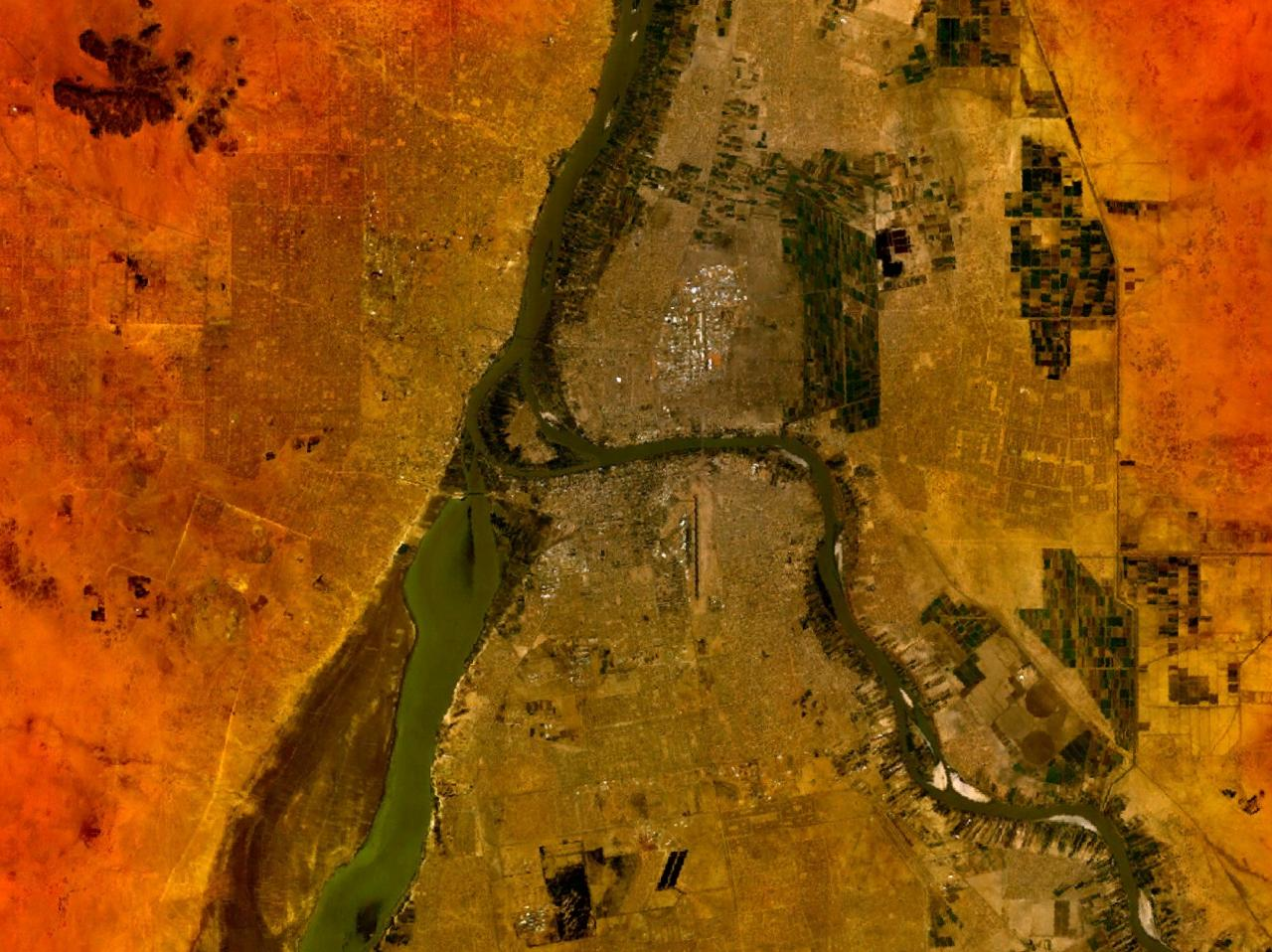
Vista aèria de la confluència del Nil Blau i el Nil Blanc. Khartum està entre tots dos rius, mentre que Omdurman està en la ribera occidental, lleugerament riu avall.

La posició de Gordon a Khartum era molt forta, ja que la ciutat limitava al nord i a l'est amb el Nil Blau, a l'oest amb el Nil Blanc i al sud amb antigues fortificacions orientades cap al desert. Gordon tenia aliments per a uns sis mesos, diversos milions de cartutxos emmagatzemats, la capacitat de produir 50.000 cartutxos per setmana i 7.000 soldats egipcis. A l'altre costat de les muralles el Mahdí havia reunit uns 50.000 soldats dervixos i amb el pas dels dies, ocasions per a una retirada reeixida es reduïen cada vegada més. Gordon havia recolzat de forma entusiasta la idea de convocar Zubayr Pachá, un famós extractant d'esclaus que estava exiliat a Egipte; podria dirigir una revolta popular contra el Mahdí. Quan el govern britànic va vetar aquesta idea, Gordon va proposar una sèrie d'alternatives per salvar la seva situació i les va presentar als seus superiors; totes van ser vetades, com per exempple:
- Efectuar una retirada meridional al llarg del Nil Blau en direcció a Abissínia (actual Etiòpia), la qual li hauria permès reunir a les guarnicions estacionades al llarg d'aquella ruta. No obstant això, l'espai per navegar en la part alta d'aquell riu era molt estret.[28]
- Sol·licitar l'enviament de regiments musulmans des de l'Índia.[29]
- Sol·licitar els serveis de milers de soldats turcs que serien enviats a sufocar la rebel·lió.[30]
- Visitar personalment al Mahdí per buscar una possible solució.

Finalment, va resultar impossible que Gordon fos auxiliat sense necessitat de soldats britànics i es va decidir d'enviar una expedició sota el comandament de Sir Garnet Wolseley. No obstant això, com el nivell del Nil Blanc va baixar durant l'hivern, les "platges" de llot van quedar exposades al peu de les muralles. Amb el gana i el còlera causant estralls a la ciutat i la moral dels soldats egipcis declinant, la posició de Gordon es va tornar insostenible i la ciutat va caure el 25 de gener de 1885, després d'un setge de 313 dies.

## Campaña del Nil i Suakin

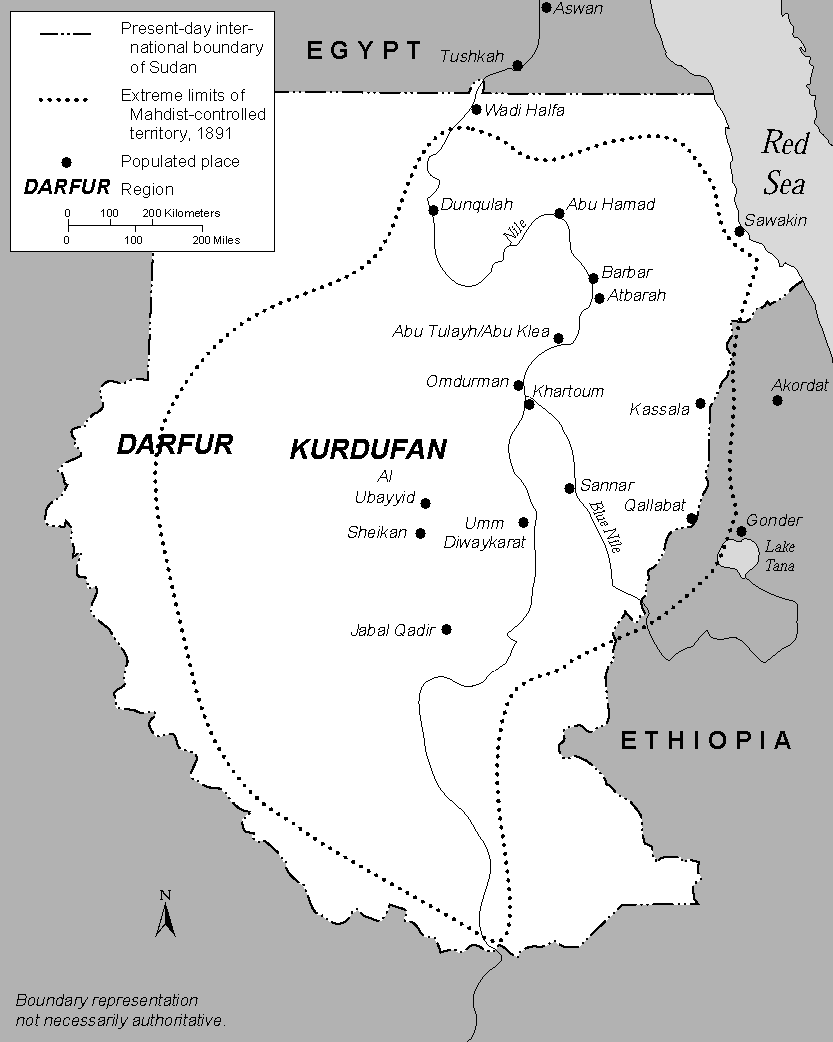
La màxima extensió de l'Estat mahdista, mostrada sobre les fronteres de l'antic estat del Sudan.

El govern britànic, fortament pressionat per l'opinió pública, va enviar a contracor una columna sota el comandament de Sir Garnet Wolseley per a auxiliar la guarnició de Khartum. Aquesta va ser descrita per alguns periòdics britànics com l'"Expedició d'auxili a Gordon", títol que va ser durament criticat pel mateix Gordon. Després de derrotar els mahdistes en Abu Klea, la columna va arribar a la rodalia de Khartum tan sols per descobrir que era massa tard: la ciutat havia caigut dos dies abans i Gordon i la guarnició foren massacrats. El Primer Ministre liberal William Ewart Gladstone va sofrir un gran davallada en la seva popularitat ja que es resistir a donar suport a Gordon. Com a conseqüència, el Partit Conservador guanyaria les properes eleccions.

### Expedició a Suakin
El març de 1885, els britànics també van enviar una força militar sota el comandament del tinent-general Sir Gerald Graham, que incloïa un contingent indi, a Suakin al març de 1885. Va ser coneguda com l'Expedició a Suakin. A pesar que va tenir èxit en les dues batalles realitzades, no va aconseguir canviar la situació militar i es van retirar. Aquests fets van posar fi de manera temporal a la intervenció britànica i egípcia al Sudan, país que va passar a estar completament controlat pels mahdistes.

## Període mahdista
Muhàmmad Àhmad va morir al poc temps de la seva victòria, el 22 de juny de 1885, i fou succeït pel Califa Abdallahi ibn Muhammad, qui va demostrar ser un hàbil, encara que despietat, governant de la Mahdiyah (Estat mahdista). Entre 1886 i 1889, es va enviar una expedició britànica dirigida per Henry Morton Stanley per a auxiliar Emin Paixà, el governador egipci d'Equatòria i es va obrir pas a través de l'Àfrica Central. El governador va ser rescatat, però l'expedició no va quedar lliure de problemes, com la pèrdua de la seva columna de rereguarda.

## Retorn dels britànics

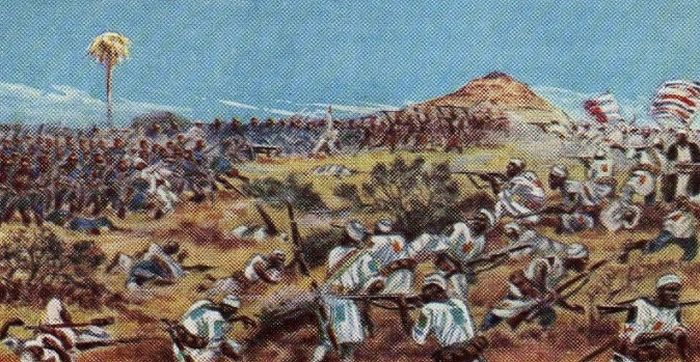
Tropes de l'Estat Lliure del Congo derroten a les tropes mahdistes en la batalla de Redjaf.

Durant anys, Egipte no va renunciar a les seves reclamacions sobre el Sudan i les autoritats britàniques les van considerar legítimes. Sota l'estricte control dels administradors britànics, l'economia d'Egipte va ser reconstruïda i l'exèrcit egipci reformat, aquesta vegada entrenat i dirigit per oficials britànics. La situació va evolucionar de tal manera que va permetre a Egipte, tant política com militarment, reconquistar el Sudan.
El 1891, el Pare Joseph Ohrwalder, un sacerdot catòlic captiu al Sudan, va escapar. Més tard, el 1895, el llavors governador de Darfur, Rudolf von Slatin, també va aconseguir escapar de la presó del Califa. A més d'oferir informacions vitals sobre les posicions dels mahdistes, tots dos homes van escriure cròniques detallades de les seves experiències al Sudan. Escrites en col·laboració amb Reginald Wingate, un partidari de la reconquesta del Sudan, ambdues obres posaven èmfasi en el salvatgisme i la barbàrie dels mahdistes, i gràcies a l'àmplia publicitat que van tenir a Anglaterra, van influenciar l'opinió pública per impulsar una intervenció militar.
El 1896, quan Itàlia va patir una gran derrota davant els etíops a la batalla d'Adwa, la posició italiana a l'Àfrica Oriental va quedar seriosament afeblida. Els mahdistes van amenaçar de capturar Kassala, que havia caigut sota mans dels italians el 1894. El govern britànic va valorar políticament l'ajuda als italians efectuant una demostració militar en el nord de Sudan. Això va coincidir amb la creixent amenaça d'una expansió francesa a les regions de l'Alt Nil. Lord Cromer, considerà que el govern conservador i unionista en el poder afavoriria una ofensiva, i es podria expandir l'acció amb una invasió a gran escala.

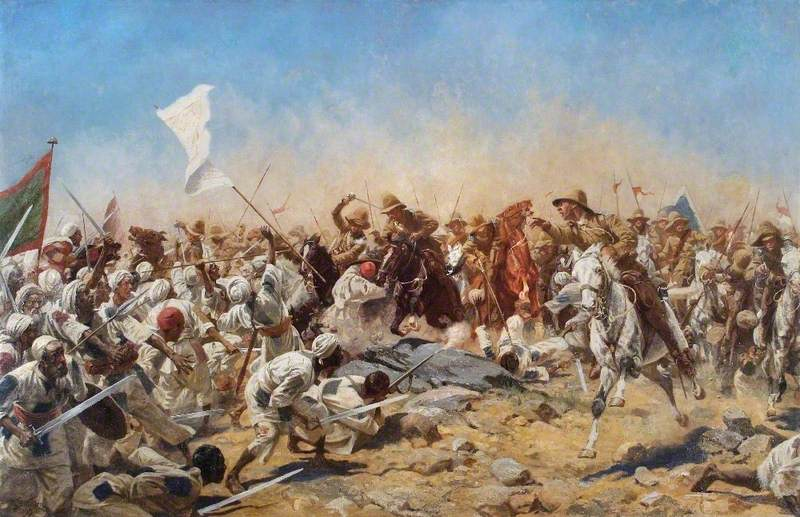
La batalla d'Omdurman.

El 1898, en el context del repartiment d'Àfrica, els britànics van decidir reassegurar les reclamacions d'Egipte sobre el Sudan. Es va organitzar una expedició a Egipte, sota el comandament de Kitchener. Estava composta per 8.200 soldats britànics i 17.600 soldats egipcis i sudanesos comandats per oficials britànics. Les forces mahdistes (de vegades anomenades dervixos) eren més nombroses, amb més de 60.000 guerrers, però sense armes modernes.Horatio Herbert Kitchener, el nou Sirdar (comandant) de l'exèrcit anglo-egipci, va rebre les ordres de marxa el 12 de març i les seves forces van entrar al Sudan el 18 de març. Estava formada inicialment per 11.000 homes i estava armada amb l'equipament militar més modern de l'època, incloent metralladores Maxim i artilleria moderna, a més de ser recolzat per una flota de canoners fluvials en el Nil.
No va ser fins al 7 de juny de 1896, que va tenir lloc el primer enfrontament seriós, quan Kitchener va conduir una força de 9.000 homes que va arrasar la guarnició mahdista a Ferkeh. El seu avanç va ser lent i metòdic, mentre es construïen campaments fortificats al llarg de la ruta, així com dos línies de ferrocarril de via estreta que van ser construïts ràpidament des d'una estació a Wadi Halfa: el primer va reconstruir la fallida i arruïnada línia feta per Ismail Pachá cap al sud, per la ribera oriental del Nil i que abastia l'Expedició a Dongola de 1896, mentre que el segon, construït el 1897, creava una nova línia directament a través del desert fins a Abu Hamed, lloc que van capturar en la batalla d'Abu Hamad el 7 d'agost de 1897. Així es podia proveir a la principal força que es dirigia a Khartum.

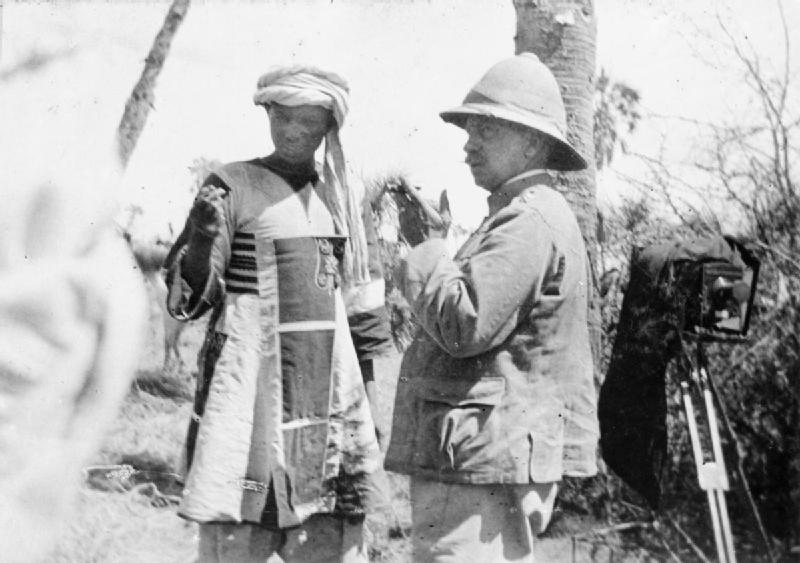
El derrotat Emir Mahmud amb el Director d'Intel·ligència britànic Reginald Wingate després de la batalla de Atbara.

L'abril de 1898, van derrotar una força mahdista a la batalla d'Atbara, i el setembre els anglo-egipcis van arribar a Omdurman, la capital mahdista. El gruix de l'exèrcit mahdista va atacar, però va ser abatut pel foc de les metralladores i fusells britànics en la batalla d'Omdurman. Els que van sobreviure, al costat del Califa Abdullah, va fugir al sud de Sudan. Durant la persecució, les forces de Kitchener es van trobar a Fachoda amb una força francesa dirigida pel Major Jean-Baptiste Marchand, fet que va generar l'Incident de Fachoda. Finalment van atrapar a Abdullah, que va morir en la batalla d'Umm Dubaykarat; el règim mahdista va arribar a la seva fi.
Les baixes en aquesta campanya van ser de 30.000 morts, ferits, o capturats sudanesos, i més de 700 britànics, egipcis morts, ferits, o capturats. Com a conseqüència, els britànics van instal·lar un nou sistema colonial, l'administració angloegípcia, que va establir efectivament el domini britànic sobre Sudan fins a la independència de Sudan el 1956.

## En la cultura popular
La guerra mahdista va ser la inspiració per a les novel·les com In Desert and Wilderness (A través del desert i la jungla) (1911) de Henryk Sienkiewicz i The Four Feathers (Les quatre plomes) de A. E. W. Mason, a més de diverses adaptacions al cinema.
També va ser el tema de la novel·la The Light That Failed (La llum que va fallar), publicada per Rudyard Kipling el 1890, que al seu torn va ser adaptada al cinema el 1939, en una pel·lícula protagonitzada per Ronald Colman i Walter Huston. En la pel·lícula Khartoum (1966), Charlton Heston va interpretar al General Gordon i Laurence Olivier va interpretar a Muhammad Ahmad. En la sèrie Ripper Street, el sergent de policia Bennet Drake (Jerome Flynn) és un veterà de la campanya i els seus records el turmenten en l'episodi "The Weight of One Man's Heart".